# Hugo Cancio
Hugo Cancio (Cuba, 1964) es un empresario y activista político estadounidense de ascendencia cubana. Es el fundador y director ejecutivo de Fuego Enterprises, un holding activo en medios y entretenimiento, telecomunicaciones, viajes y bienes raíces tanto en Cuba como en los Estados Unidos, que realiza negocios con el gobierno cubano.

## Primeros años de vida
Hugo Cancio nació en 1964 en Cuba. Su padre, Miguel Cancio, era miembro de Los Zafiros, un grupo musical cubano. Su madre, Mónica Morua, era cantante bajo el nombre artístico de Mónica Leticia. Sus padres se divorciaron y su madre se volvió a casar. Él tiene una hermana. Fue educado en un internado de Matanzas. Previo a eso, en 1977-1978, recibió una beca en una escuela rural ubicada en Jaguey Grande llamada “José Alfredo Sosa Morales” de donde tuvo que ser sacado por su madre en menos de un año debido a las crisis de asma que se le presentaban; En ese momento vivía en Varadero, parecía un joven con solvencia económica, era tranquilo y discreto; no expresaba ninguna posición política. Sin embargo, fue expulsado tras contar un chiste anticastrista.
Con su madre, Cancio emigró a los Estados Unidos en el puente del Mariel en 1980. Fingió ante el gobierno cubano que era homosexual para que le concedieran la autorización de salida. Se establecieron en Miami Beach, donde Cancio asistió a Miami Beach Senior High School. Mientras tanto, su padre, quien fue despedido de su trabajo en el Ministerio de Cultura cubano cuando su hijo salió de Cuba, emigró a los Estados Unidos como refugiado político en 1993.

## Carrera
Cancio es el fundador y director ejecutivo de Fuego Enterprises, conocido como Cuba Business Development Group hasta octubre de 2012, un holding diversificado activo en medios y entretenimiento, telecomunicaciones, viajes y bienes raíces tanto en Cuba como en Cuba. los Estados Unidos. Cotiza públicamente en OTC Markets Group Su mayor accionista es Thomas J. Herzfeld. 
Cancio comenzó su carrera trabajando como ayudante de camarero en un restaurante kosher en Miami y rápidamente ingresó a la industria de los concesionarios de automóviles. En la década de 1990, fundó Viajes a Cuba, una empresa de viajes para estadounidenses que visitan Cuba, luego de recibir una licencia para hacer negocios en Cuba de la Oficina de Control de Activos Extranjeros. En 1997, produjo un documental sobre el grupo de su padre, Zafiros: Blue Madness. La película ganó el premio People's Choice Award en el Festival de Cine de La Habana de 1997.
Cancio luego trabajó como promotor musical. Es el dueño de las grabaciones en vivo de 1962 de The Beatles. Sin embargo, su adquisición de esos derechos fue cuestionada por una demanda de Apple Corps en 2008, sobre la base de que el grupo nunca dio su consentimiento para las grabaciones en primer lugar; Posteriormente, las dos entidades llegaron a un acuerdo amistoso.  Además, ha representado a artistas cubanos como Silvio Rodríguez, Pablo Milanés, Los Van Van y NG La Banda cuando se presentaron en los Estados Unidos.
Desde 2012, Cancio ha publicado dos revistas bilingües, OnCuba y ART OnCuba, las cuales se venden en Estados Unidos y Cuba. OnCuba aparece en El Paquete Semanal. También publica una revista de bienes raíces, y una revista de arte llamada Art On Cuba.
Cancio fundó OnCuba Travel, que ofrece visitas guiadas por La Habana a turistas estadounidenses, en 2012. También es propietario de MAScell, una empresa con sede en Miami que vende tarjetas de prepago para teléfonos móviles en Cuba. Mientras tanto, en 2013, Fuego Enterprises adquirió el 51% de The Americas Group Cuba Business Enterprise, una empresa cubanoamericana de asesoría empresarial fundada por Howard Glicken.

## Activismo político
A Cancio se le prohibió la entrada a Cuba durante un año en 2003 por su apoyo al movimiento disidente cubano. Sin embargo, es un admirador de la "tenacidad" de Fidel Castro, incluyendo su papel en la Revolución Cubana. Ha sido acusado de comunista, debido a los negocios que sostiene con el régimen cubano y a sus vínculos con defensores de este.
Cancio es un opositor de larga data al embargo de Estados Unidos contra Cuba Durante la presidencia de George W. Bush, fundó Cambio Cubano, una organización antiembargo. Poco después de la elección del presidente Barack Obama, visitó Cuba y se reunió con un funcionario del Comité Central del Partido Comunista de Cuba para promover la cultura cubana en los Estados Unidos. En 2013, junto a 60 cubanoamericanos, firmó una carta abierta dirigida al presidente Barack Obama para sacar a Cuba de la lista de Estados Patrocinadores del Terrorismo, en contradicción con las opiniones expresadas por varios congresistas cubanoamericanos del sur de Florida. Mientras tanto, se reunió con funcionarios del gobierno cubano y allanó el camino para el deshielo cubano-estadounidense, del cual resultó personalmente beneficiado.

## Vida personal
Cancio tiene tres hijas reside en Miami, Florida.